# Emődi Rezső
Emődi Rezső, Emmerling (Újpest, 1903. november 24. – Szeged, 1976. február) válogatott labdarúgó, balhátvéd, játékvezető.

## Családja
Emmerling Ferenc és Vihlidál Emma fiaként született. 1926. május 3-án Újpesten feleségül vette Vlach Mária Annát, Vlach József és Prudek Emília leányát.

## Pályafutása

### Klubcsapatban
Az UTE-ban kezdett futballozni. A második csapatig jutott. 1923-ig szerepelt az Újpestben. Ezt követően a Hakoah Olomouc, a Makkabi Brno és a Wacker játékosa volt. 1929-től a Bástya FC labdarúgója volt, ahol több idényen át a többszörös válogatott Korányi Lajossal alkotott hátvédpárt. Kiváló fizikumú, gyors játékos volt, aki kitűnő rúgótechnikával és fejjátékkal rendelkezett.

### A válogatottban
1929-ben egy alkalommal szerepelt a magyar labdarúgó-válogatottban.

## Statisztika

### Mérkőzése a válogatottban
| Magyarország | Magyarország      | Magyarország | Magyarország | Magyarország | Magyarország | Magyarország | Magyarország | Magyarország |
| #            | Dátum             | Helyszín     | Hazai        | Eredmény     | Vendég       | Kiírás       | Gólok        | Esemény      |
| ------------ | ----------------- | ------------ | ------------ | ------------ | ------------ | ------------ | ------------ | ------------ |
| 1.           | 1929. április 14. | Bern         | Svájc        | 4 – 5        | Magyarország | Európa-kupa  | -            |              |
|              | Összesen          |              |              | 1            | mérkőzés     |              | 0            | gól          |